# Peter Wilhelm (Pfarrer)
Peter Wilhelm (* 10. April 1877; † 21. Oktober 1947 in Wehrden) war ein deutscher katholischer Pfarrer und Abgeordneter.

## Leben
Peter Wilhelm studierte Theologie und wurde am 31. März 1900 zum Priester geweiht. Er war bis 1905 Kaplan in Wadgassen, danach Pfarrer in Berglicht und von 1909 bis zu seinem Tod Pfarrer in Völklingen-Wehrden.
Politisch engagierte er sich für die Zentrumspartei des Saargebietes. Er gehörte von 1922 bis 1935 in allen vier Wahlperioden für das Zentrum dem Landesrat des Saargebietes an. Er setzte sich für die Rückgliederung des Saargebietes an Deutschland ein.
1935 wurde er Mitglied des Führerrates der Deutschen Front. Bei der Evakuierung der Roten Zone kam er 1939 kurzzeitig nach Bad Salzschlirf.